# Trophée Doug-Wickenheiser
Le trophée Doug-Wickenheiser (en anglais : Doug Wickenheiser Memorial Trophy) est un trophée de hockey sur glace remis annuellement depuis 1992 au joueur de la Ligue de hockey de l'Ouest ayant démontré la meilleure implication dans sa communauté.
Avant la saison 2000-2001, le trophée fut renommé en l'honneur de Doug Wickenheiser, ancien joueur de la LHOu et premier choix au repêchage d'entrée dans la LNH qui mourut d'un cancer en 1999.

## Gagnant du trophée
| Saison    | Récipiendaire         | Équipe                   |             |
| --------- | --------------------- | ------------------------ | ----------- |
| 1992-1993 | Jamie Pushor          | Hurricanes de Lethbridge |             |
| 1993-1994 | Jason Widmer          | Hurricanes de Lethbridge |             |
| 1994-1995 | Grady Manson          | Warriors de Moose Jaw    |             |
| 1995-1996 | Darryl Laplante       | Warriors de Moose Jaw    |             |
| 1996-1997 | Jesse Wallin          | Rebels de Red Deer       |             |
| 1997-1998 | Jesse Wallin          | Rebels de Red Deer       |             |
| 1998-1999 | Andrew Ference        | Winter Hawks de Portland |             |
| 1999-2000 | Chris Nielsen         | Hitmen de Calgary        |             |
| 2000-2001 | Jim Vandermeer        | Rebels de Red Deer       |             |
| 2001-2002 | Brandin Cote          | Chiefs de Spokane        |             |
| 2002-2003 | Ryan Craig            | Wheat Kings de Brandon   |             |
| 2003-2004 | Braydon Coburn        | Winter Hawks de Portland |             |
| 2004-2005 | Colin Fraser          | Rebels de Red Deer       |             |
| 2005-2006 | Wacey Rabbit          | Blades de Saskatoon      |             |
| 2006-2007 | Kyle Moir             | Broncos de Swift Current |             |
| 2007-2008 | Ashton Hewson         | Raiders de Prince Albert |             |
| 2008-2009 | Taylor Procyshen      | Americans de Tri-City    |             |
| 2009-2010 | Matt Fraser           | Ice de Kootenay          |             |
| 2010-2011 | Spencer Edwards       | Warriors de Moose Jaw    |             |
| 2011-2012 | Taylor Vause          | Broncos de Swift Current |             |
| 2012-2013 | Cody Sylvester        | Hitmen de Calgary        |             |
| 2013-2014 | Sam Fioretti          | Warriors de Moose Jaw    |             |
| 2014-2015 | Taylor Vickerman      | Americans de Tri-City    |             |
| 2015-2016 | Tyler Wong            | Hurricanes de Lethbridge |             |
| 2016-2017 | Tyler Wong            | Hurricanes de Lethbridge |             |
| 2017-2018 | Ty Ronning            | Giants de Vancouver      |             |
| 2018-2019 | Will Warm             | Oil Kings d'Edmonton     |             |
| 2019-2020 | Riley Fiddler-Schultz | Hitmen de Calgary        |             |
| 2020-2021 | Non décerné           | Non décerné              | Non décerné |
| 2021-2022 | Luke Prokop           | Oil Kings d'Edmonton     |             |
| 2022-2023 | Logan Stankoven       | Blazers de Kamloops      |             |
| 2023-2024 | Ty Hurley             | Rockets de Kelowna       |             |
| 2024-2025 | Kyle McDonough        | Winterhawks de Portland  |             |